# الأجنحة المنكسرة (مسلسل)
الأجنحة المنكسرة (باللغة التركية: Kırık Kanatlar) هو مسلسل تركي درامي عسكري تاريخي ذو طابع عاطفي، يروي قصصاً تدور أحداثها في مطلع القرن المنصرم وتحديداً في إبّان نشوب الحرب بين  تركيا و اليونان، وما تلا هذه الحرب من نتائج وتبعات. وهو مدبلج إلى اللغة العربية باللهجة السورية عرض على قناة إم بي سي 4.

## البطولة
المسلسل من بطولة كلٍ من:
1-نازلي
2-عائشة
3-زينب
4-النقيب جمال
5-الملازم نوزت
6-العريف يونس

## طاقم العمل والشخصيات
1. أوزكه أوزبرك (نازلي)
2. جانسل إلتشين (النقيب جمال)
3. بيغوم بيرغورين (عائشة)
4. محمد علي نور أوغلو (نوزت)
5. Şemsi İnkaya (المختار رجب)
6. Türkü Hazer (زينب)
7. سايجين سويسال (يونس)
8. بيرك هاكمان (كريستو)
9. Ceren Şekercioğlu (ليلى)
10. باريش باجي (حليم)
11. Ali Ulvi Hünkar (مصطفى كمال)

## دبلجة المسلسل
دبلجت شركة سامة للإنتاج والتوزيع الفني السورية المسلسل من اللغة التركية إلى العربية باللهجة السورية ، وقد أدى الدبلجة مجموعة من الممثلين السوريين.

### دبلجة أسماء الشخصيات
لم يتم تغيير أي اسم من أسماء الشخصيات لأن أغلبها عربية حيث تم الاحتفاظ بهما، باستثناء نازلي ونوزت حيث أن أحداث المسلسل قريبة من الفترة العثمانية.
نازلي: رولا ذبيان- نوزت: رامز الأسود...

### دبلجة أسماء الأماكن
لم تُغير أسماء الدول والمدن والأماكن في المسلسل.

## ملخص المسلسل
أعاد سير أحداث المسلسل التركي «الأجنحة المنكسرة» الذي عرض مؤخرا على شاشة mbc4 إلى أذهان الجزائريين ذكريات الحرب التي أسقطت مليون شهيد للاستقلال عن فرنسا، وفترة ما بعد الحصول على الاستقلال، حيث ذكرتهم «نازلي» المعلمة الأولى في القرية بمعلمات جزائريات إبان ثورة التحرير.
مراسلة موقع mbc.net استطلعت ردود فعل جزائريين حول مسلسل «الأجنحة المنكسرة»، حيث رصدت أصداء إيجابية للمسلسل هناك، لكن نهاية المناضلة الوطنية ابنة الوطني «نازلي» لم تلق ارتياحا لدى الكثير من الجزائريين.
فقد حظي مسلسل «الأجنحة المنكسرة» بمتابعة الجزائريين بصورة تضاهي مسلسلي «سنوات الضياع» و«نور»، لأنه جمع بين الحب والحرب، وذلك بحسب فائزة -42 سنة ومدرسة لغة عربية ثانوي-.
وقالت «تميز مسلسل الأجنحة المنكسرة بواقعية شديدة، نقلتنا إلى الجزائر غداة الاستقلال، حيث كانت الدولة فتية، خارجة لتوها من حرب أتون، دمرت كل شيء، كل واحد أصبح يقدم ما يستطيع لبناء الدولة الجزائرية الحديثة».
وأضافت «والدي مجاهد خدم الثورة من موقعه كمعلم بالمدرسة الأهلية، التي كانت مهمتها تعليم اللغة العربية، وقد ذكّرتنا نازلي المعلمة الأولى في القرية بمعلمات جزائريات إبان ثورة التحرير».
لكن نهاية المناضلة الوطنية ابنة الوطني «نازلي» لم تلق ارتياحا لدى الكثيرين، كما قالت فائزة «فالموت انتحارا مرفوض في الإسلام، ومع ذلك قد نقبله بتحفظ للنقيب جمال لكونه مشلولا في عز شبابه، ولو وجد صديقا يخفف عنه ربما تجاوز عجزه بعمل آخر».
واعتبرت أن انتحار نازلي لا يجوز من أجل الحب، ولو كانت تريد أن تثبت حبها للنقيب جمال كان عليها المواظبة على تعليم الصغار، وتحكي لهم عن المجاهدين في حرب تحرير تركيا من الاحتلال اليوناني.
أما «زهية» -38 سنة طبيبة- فعلقت على دور الممرضة «فريدة» في المسلسل، قائلة «صحيح أيام الحروب يصبح الممرض طبيبا في حالات ينعدم فيها وجود الأطباء، ولكنها بالغت في ممارسة عملها حتى أهملت بيتها وعائلتها، فأنا طبيبة أطفال، وعندي ثلاثة أطفال لا أرى ضرورة لإهمال بيتي».
خلافات ما بعد الاستقلال
من جانبها، رأت نشيدة -29 سنة وتعمل مخرجة مسرحية- أن "المسلسل نقل صورة قريبة جدا عن تركيا خلال وبعد حرب التحرير، وأظهر الخلافات بعد الاستقلال كما جاء على لسان النقيب سعيد للملازم نورت بعد العفو عنه لإعادة الاعتبار له كوطني "من حارب معنا صار ضدنا، وكل واحد يريد قيادة البلد وفق مزاجه، ولا نعرف من معنا ولا من ضدنا، مرحلة لم يعد يعرف الوطني من الخائن".
أما الحاج عبد القادر وعائلته الكبيرة فكانت حريصة على متابعة حلقات «الأجنحة المنكسرة»، خاصة أنه كان مجاهدا ضد الفرنسيين أيام الاحتلال.
وقال عبد القادر «لم أكن غنيا مثل والد نازلي أو الحاج فريد صاحب معصرة الزيتون، الذين قدما المال لدعم الجيش التركي بالسلاح».
غير أنه قال «قدمت عمري للثورة، لم أفز بالشهادة، ولكن كسبت شرف الحرب».
وأضاف «هذا المسلسل تابعته من أوله، وأكثر ما شدني صورة الشهداء في ساحة الحرب، ذكّرتني بحربنا مع فرنسا، لم يكن هناك توازن سلاح بيننا مثلما يحدث الآن في غزة، كنا نندفع للقتال بشجاعة ويغمرنا فرحة الفوز بالشهادة، بينما الجنود الفرنسيون كانوا يخافون من المجاهدين، هذا المسلسل فعلا رائع ذكّرنا بأيام الثورة وبداية الاستقلال».
وعما رآه بالمسلسل عند سنوات الاستقلال الأولى، قال الحاج عبد القادر «عاشت الجزائر ظروفا مشابهة لعصابات المختار رجب أفندي ورشاد بك في المسلسل، حيث صنعت فرنسا منظمة سرية للاغتيالات في الجزائر.. عشنا ظروفا صعبة».

## قصة المسلسل
«الأجنحة المنكسرة» مسلسل درامي عسكري تاريخي ذو طابع عاطفي، يروي قصصا تدور أحداثها في مطلع القرن المنصرم، وتحديدا إبّان نشوب الحرب بين تركيا واليونان، وما تلا هذه الحرب من نتائج وتبعات.
وتتعاقب أحداث المسلسل المتسارعة في بلدة صغيرة تقع في غربي تركيا؛ حيث تلعب أدوار البطولة ثلاث فتيات يعشن في بيت واحد (نازلي وابنتا عمها عائشة وزينب).
وتقوم الفتيات بإيواء هارب من الجيش اليوناني في بيتهنّ خلال الحرب، وعند اكتشاف القصة يتهم المختار «رجب» الفتيات بالخيانة، ولاسيّما بعد محاولاته الفاشلة في تزويج ابنه الوحيد كاظم لـ«نازلي».
وسرعان ما تقع نازلي في حب النقيب جمال، الذي يُنقل إلى البلدة في أعقاب الحرب من دون أن تصرّح له بحبها، فيما تشاركها ابنة عمها عائشة هذا الحب لنفس الرجل، وهو ما يوجد أزمة عائلية بين الفتيات.
وعلى صعيد آخر تدور العديد من الأحداث المشوّقة والمثيرة، كمحاولة المختار التعاون مع إحدى العصابات لتدبير جريمةٍ تساعده على إتمام مخطّطاته، وكذلك قيام أحد المجرمين بخطف عائشة، فضلا عن قصة الحب المستحيلة التي تجمع بين نازلي وجمال من جهة، ولاحقا بين عائشة والضابط نوزت من جهةٍ أخرى.
وفي الصراع المشتعل بين الحب والحرب، والولاء والخيانة.. الأمل والألم.. الحب والحقد.. تتأرجح أحداث المسلسل الشيّق وتحملنا إلى عالمٍ مليء بالمتغيّرات السياسية والفكرية.. بل وحتى العاطفية، ضمن قالبٍ دراميٍّ شيّقٍ ومفاجآت مثيرة، وصدمات مؤلمة في كثيرٍ من الأحيان.

## وصلات خارجية
- Kanal D
- Resmi Sitesi
- Sevenlerinin Sitesi
- Dizi Merkezi-Kırık Kanatlar